# Premo gibanje
Prémo gíbanje je najpreprostejše gibanje, pri katerem se togo telo giblje po premici. Rečemo lahko tudi, da je tir telesa premica. Premo gibanje je poseben primer translacije. Lahko je enakomerno (»premo enakomerno gibanje«) ali pospešeno (»premo pospešeno gibanje«).
Če poravnamo koordinatni sistem opazovalnega sistema, v katerem opazujemo premo gibanje, tako, da ena od osi (denimo os x) sovpada s smerjo gibanja, lahko premo gibanje matematično opišemo s funkcijo:
{\displaystyle x=x(t)\;.}
Za premo enakomerno gibanje tako denimo velja
{\displaystyle x(t)=x_{0}+v(t-t_{0})\;.}
Gibanje teles opisuje veja mehanike, imenovana kinematika. Kinematika ne upošteva sil.